# Bahnstrecke Bielsko-Biała–Cieszyn
| Streckennummer: | 190                  |                                                    |                                                    |
| Kursbuchstrecke: | –                    |                                                    |                                                    |
| Streckenlänge: | 40,658 km            |                                                    |                                                    |
| Spurweite: | 1435 mm (Normalspur) |                                                    |                                                    |
| Stromsystem: | 3 kV =               |                                                    |                                                    |
| Streckengeschwindigkeit: | 70 km/h              |                                                    |                                                    |
| |                      |                                                    |                                                    |
| \| \| \| von Zwardoń \| \| \| \| −0,477 \| Bielsko-Biała Główna \| Bielsko-Biała Główna \| \| \| \| nach Katowice \| \| \| \| \| nach Kalwaria Zebrzydowska Lanckorona (vorm. KFNB) \| \| \| \| \| Katowice–Zwardoń \| \| \| \| 1,516 \| Bielsko-Biała Zachód \| Bielsko-Biała Zachód \| \| \| \| bocznica tartaku \| \| \| \| 1,965 \| ładownia w Starym Bielsku \| ładownia w Starym Bielsku \| \| \| 2,600 \| bocznica podstacji elektrycznej \| bocznica podstacji elektrycznej \| \| \| 3,366 \| Bielsko-Biała Górne \| Bielsko-Biała Górne \| \| \| 5,336 \| Bielsko-Biała Aleksandrowice \| Bielsko-Biała Aleksandrowice \| \| \| \| Wapienica \| \| \| \| 7,242 \| Bielsko-Biała Wapienica \| Bielsko-Biała Wapienica \| \| \| \| bocznica składu paliw w Wapienicy \| \| \| \| 10,771 \| Jaworze Jasienica \| Jaworze Jasienica \| \| \| 12,367 \| bocznica fabryki mebli w Jasienicy \| bocznica fabryki mebli w Jasienicy \| \| \| 12,470 \| Jasienica koło Bielska \| Jasienica koło Bielska \| \| \| \| Droga ekspresowa S1 \| \| \| \| 14,774 \| Grodziec Śląski \| Grodziec Śląski \| \| \| 18,653 \| Pogórze \| Pogórze \| \| \| \| bocznica Kuźni Polskiej Skoczów \| \| \| \| \| von Pawłowice Śląskie \| \| \| \| \| Wisła \| \| \| \| \| Droga krajowa 81 \| \| \| \| 22,186 \| Skoczów \| Skoczów \| \| \| \| bocznica odlewni Teksid \| \| \| \| \| Droga ekspresowa S1 \| \| \| \| \| bocznica ciepłowni Skoczów \| \| \| \| 24,836 \| Skoczów Bładnice \| Skoczów Bładnice \| \| \| 28,448 \| Goleszów \| Goleszów \| \| \| \| nach Wisła Głębce (vorm. KFNB) \| \| \| \| 29,642 \| bocznica cementowni Goleszów \| bocznica cementowni Goleszów \| \| \| 30,035 \| Goleszów Górny \| Goleszów Górny \| \| \| 32,637 \| Bażanowice \| Bażanowice \| \| \| 36,288 \| Cieszyn Mnisztwo \| Cieszyn Mnisztwo \| \| \| \| bocznica spółdzielni Mnisztwo \| \| \| \| 37,581 \| Cieszyn Uniwersytet \| Cieszyn Uniwersytet \| \| \| 38,622 \| Cieszyn \| Cieszyn \| \| \| \| nach Zebrzydowice \| \| \| \| 40,181 \| Staatsgrenze Polen–Tschechien \| Staatsgrenze Polen–Tschechien \| \| \| \| nach Kojetín (vorm. KFNB) \| \| |                      |                                                    |                                                    |
| Strecke |                      | von Zwardoń                                        | von Zwardoń                                        |
| Bahnhof | −0,477               | Bielsko-Biała Główna                               | Bielsko-Biała Główna                               |
| Abzweig geradeaus und nach links |                      | nach Katowice                                      | nach Katowice                                      |
| Abzweig geradeaus, nach rechts und ehemals von rechts |                      | nach Kalwaria Zebrzydowska Lanckorona (vorm. KFNB) | nach Kalwaria Zebrzydowska Lanckorona (vorm. KFNB) |
| Kreuzung geradeaus oben |                      | Katowice–Zwardoń                                   | Katowice–Zwardoń                                   |
| ehemaliger Haltepunkt / Haltestelle | 1,516                | Bielsko-Biała Zachód                               | Bielsko-Biała Zachód                               |
| Abzweig geradeaus und von rechts |                      | bocznica tartaku                                   | bocznica tartaku                                   |
| Abzweig geradeaus und nach rechts | 1,965                | ładownia w Starym Bielsku                          | ładownia w Starym Bielsku                          |
| Abzweig geradeaus und von rechts | 2,600                | bocznica podstacji elektrycznej                    | bocznica podstacji elektrycznej                    |
| ehemaliger Haltepunkt / Haltestelle | 3,366                | Bielsko-Biała Górne                                | Bielsko-Biała Górne                                |
| ehemaliger Haltepunkt / Haltestelle | 5,336                | Bielsko-Biała Aleksandrowice                       | Bielsko-Biała Aleksandrowice                       |
| Brücke über Wasserlauf |                      | Wapienica                                          | Wapienica                                          |
| ehemaliger Bahnhof | 7,242                | Bielsko-Biała Wapienica                            | Bielsko-Biała Wapienica                            |
| Abzweig geradeaus und nach rechts |                      | bocznica składu paliw w Wapienicy                  | bocznica składu paliw w Wapienicy                  |
| ehemaliger Bahnhof | 10,771               | Jaworze Jasienica                                  | Jaworze Jasienica                                  |
| Abzweig geradeaus und von links | 12,367               | bocznica fabryki mebli w Jasienicy                 | bocznica fabryki mebli w Jasienicy                 |
| ehemaliger Haltepunkt / Haltestelle | 12,470               | Jasienica koło Bielska                             | Jasienica koło Bielska                             |
| Strecke mit Straßenbrücke |                      | Droga ekspresowa S1                                | Droga ekspresowa S1                                |
| ehemaliger Haltepunkt / Haltestelle | 14,774               | Grodziec Śląski                                    | Grodziec Śląski                                    |
| ehemaliger Bahnhof | 18,653               | Pogórze                                            | Pogórze                                            |
| Abzweig geradeaus und von links |                      | bocznica Kuźni Polskiej Skoczów                    | bocznica Kuźni Polskiej Skoczów                    |
| Abzweig geradeaus und von rechts |                      | von Pawłowice Śląskie                              | von Pawłowice Śląskie                              |
| Brücke über Wasserlauf |                      | Wisła                                              | Wisła                                              |
| Strecke mit Straßenbrücke |                      | Droga krajowa 81                                   | Droga krajowa 81                                   |
| Bahnhof | 22,186               | Skoczów                                            | Skoczów                                            |
| Abzweig geradeaus und nach links |                      | bocznica odlewni Teksid                            | bocznica odlewni Teksid                            |
| Strecke mit Straßenbrücke |                      | Droga ekspresowa S1                                | Droga ekspresowa S1                                |
| Abzweig geradeaus und ehemals nach rechts |                      | bocznica ciepłowni Skoczów                         | bocznica ciepłowni Skoczów                         |
| Haltepunkt / Haltestelle | 24,836               | Skoczów Bładnice                                   | Skoczów Bładnice                                   |
| Bahnhof | 28,448               | Goleszów                                           | Goleszów                                           |
| Abzweig geradeaus und nach links |                      | nach Wisła Głębce (vorm. KFNB)                     | nach Wisła Głębce (vorm. KFNB)                     |
| Abzweig geradeaus und ehemals nach links | 29,642               | bocznica cementowni Goleszów                       | bocznica cementowni Goleszów                       |
| ehemaliger Haltepunkt / Haltestelle | 30,035               | Goleszów Górny                                     | Goleszów Górny                                     |
| ehemaliger Haltepunkt / Haltestelle | 32,637               | Bażanowice                                         | Bażanowice                                         |
| ehemaliger Haltepunkt / Haltestelle | 36,288               | Cieszyn Mnisztwo                                   | Cieszyn Mnisztwo                                   |
| Abzweig geradeaus und ehemals nach links |                      | bocznica spółdzielni Mnisztwo                      | bocznica spółdzielni Mnisztwo                      |
| ehemaliger Haltepunkt / Haltestelle | 37,581               | Cieszyn Uniwersytet                                | Cieszyn Uniwersytet                                |
| Bahnhof | 38,622               | Cieszyn                                            | Cieszyn                                            |
| Abzweig geradeaus, nach rechts und von rechts |                      | nach Zebrzydowice                                  | nach Zebrzydowice                                  |
| Grenze | 40,181               | Staatsgrenze Polen–Tschechien                      | Staatsgrenze Polen–Tschechien                      |
| Strecke |                      | nach Kojetín (vorm. KFNB)                          | nach Kojetín (vorm. KFNB)                          |

Die Bahnstrecke Bielsko-Biała Główna–Cieszyn ist eine Eisenbahnverbindung in Polen, die ursprünglich von der k.k. privilegierten Kaiser Ferdinands-Nordbahn (KFNB) als Teil der Mährisch-Schlesischen Städtebahn (Kojetín–Bielitz) erbaut und betrieben wurde. Sie zweigt in Bielsko-Biała von der Bahnstrecke Katowice–Zwardoń ab und führt über Skoczów zur Staatsgrenze bei Cieszyn, wo sie in die Bahnstrecke Kojetín–Český Těšín einmündet.

## Geschichte
Am 4. März 1886 lief das für 50 Jahre ausgestellte „ausschließliche Privilegium“ für die KFNB aus. Die bereits am 1. Jänner 1886 ausgestellte neue Konzession verpflichte die KFNB zum Bau einer Strecke von Kojetin nach Bielitz, die in Teilen der ursprünglich konzipierten Trasse für die österreichische Nordbahn folgte. Sie hatte seinerzeit wegen des Widerstandes einiger Städte nicht realisiert werden können.
Eröffnet wurde die Strecke am 1. Juni 1888. Den Betrieb führte die KFNB selbst aus.

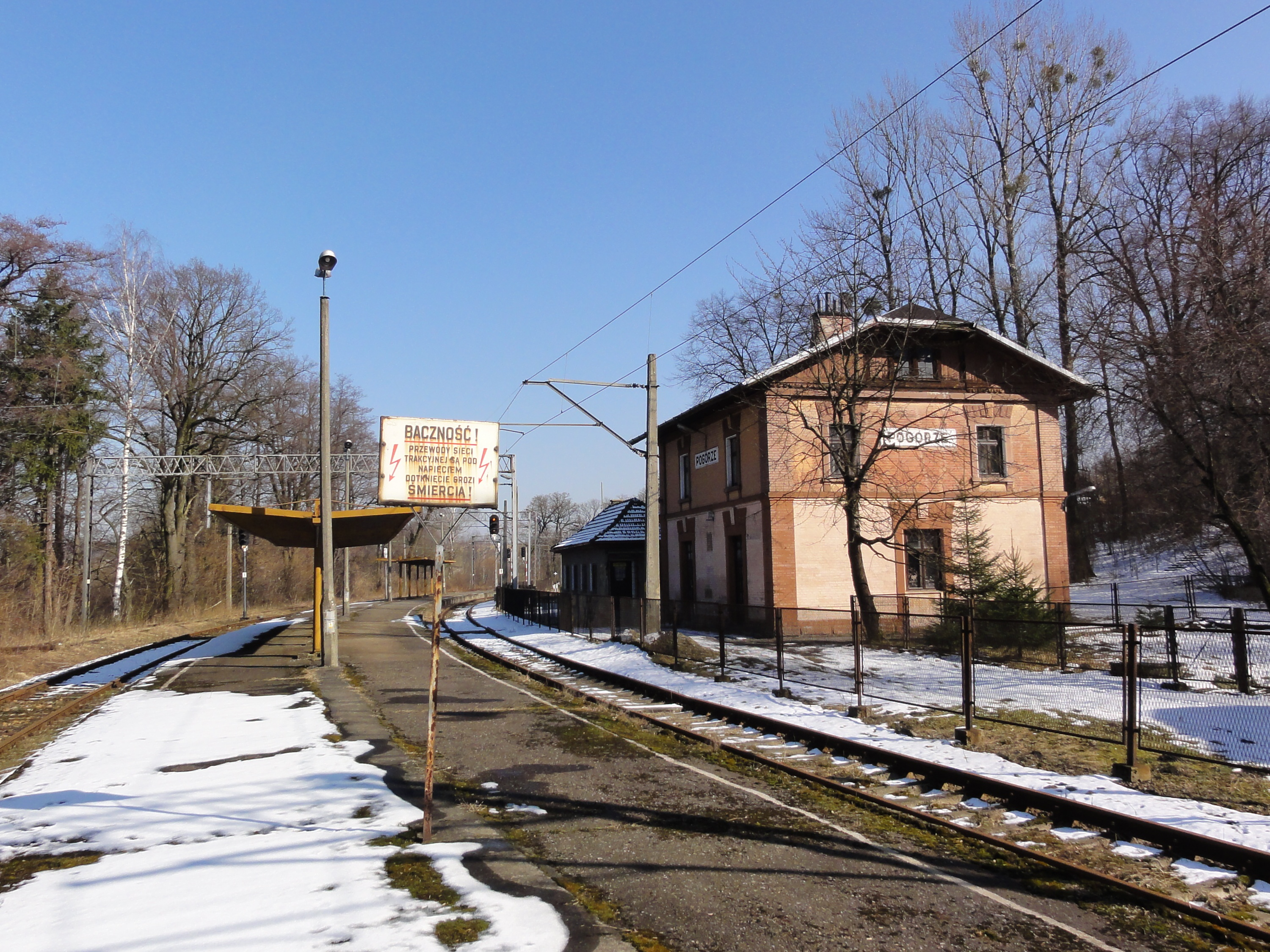
Bahnhof Pogórze (2011)

Nach der Verstaatlichung der KFNB am 1. Jänner 1906 gehörte die Strecke zum Netz der k.k. Staatsbahnen (kkStB). Ab 1. Jänner 1907 übernahmen die kkStB auch die Betriebsführung.
Nach dem Zerfall Österreich-Ungarns infolge des Ersten Weltkrieges lag die Strecke auf dem Staatsgebiet der Zweiten polnischen Republik. Betreiber der Strecke waren ab 1926 die neugegründeten Polnischen Staatsbahnen (PKP).
Nach der Besetzung Polens im Zweiten Weltkrieg lag die Strecke auf dem Gebiet des Deutschen Reiches. Betreiber der Strecke war fortan die Deutsche Reichsbahn, Reichsbahndirektion Oppeln. Der Sommerfahrplan 1941 verzeichnete werktags neun Personenzugpaare zwischen Teschen Hbf und Bielitz. Ein weiteres verkehrte nur zwischen Bielitz und Golleschau.
Ab den 1970er Jahren wurde die Strecke mit dem 3-kV-Gleichspannungssystem der PKP elektrifiziert. Am 23. Dezember 1974 begann der elektrische Zugbetrieb zwischen Skoczów und Goleszów als Teil der Verbindung von Pawłowice Śląskie nach Wisła Głębce. Die restliche Strecke wurde in den 1980er Jahren elektrifiziert. Am 29. Dezember 1982 ging die elektrische Fahrleitung zwischen Bielsko-Biała Główna und Skoczów sowie am 28. Mai 1983 zwischen Goleszów und Cieszyn in Betrieb. Ab 1994 war auch ein elektrischer Betrieb über die Staatsgrenze nach Český Těšín möglich

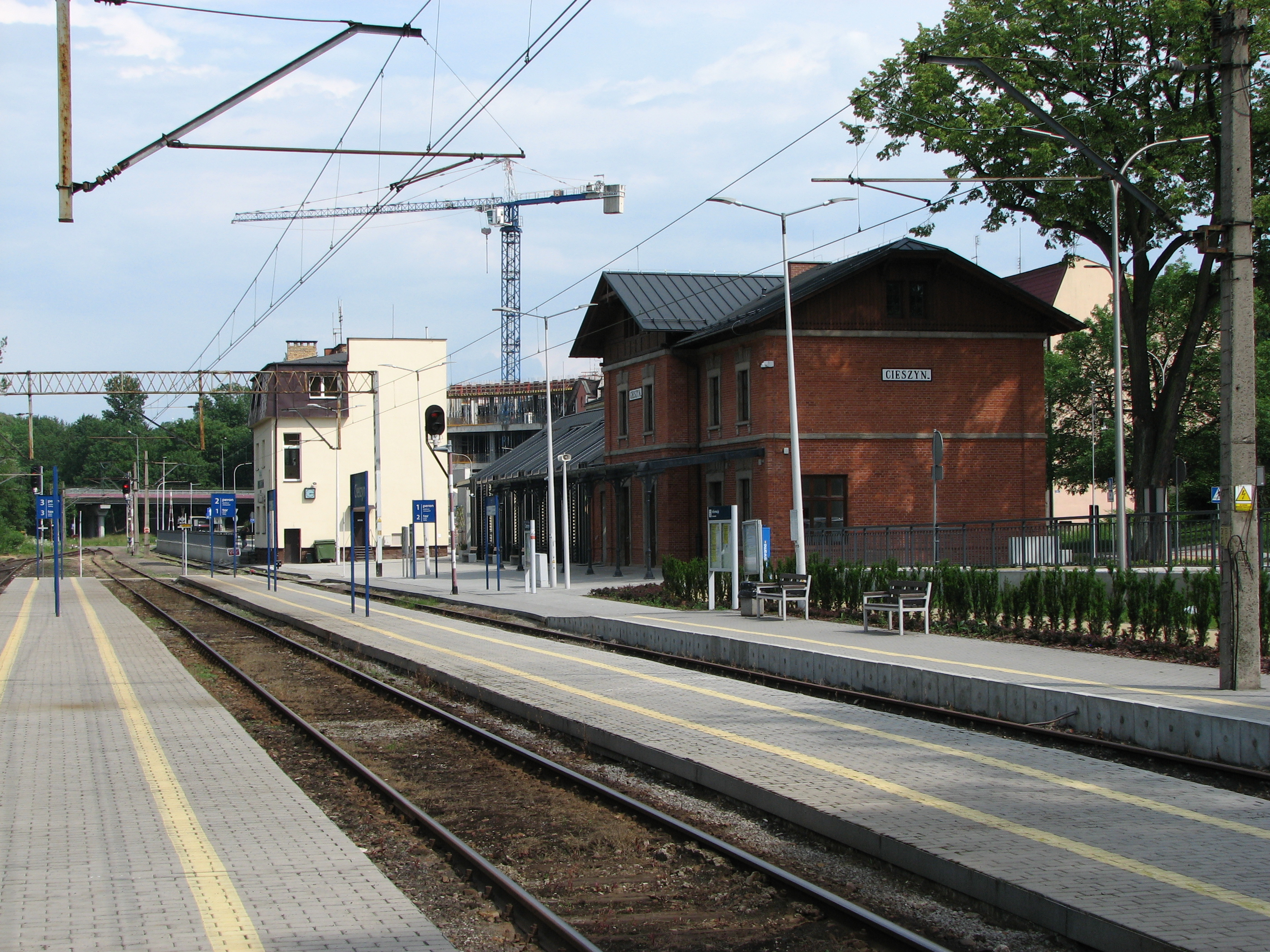
Bahnhof Cieszyn (2018)

Am 10. Januar 2009 stellten die PKP den Reiseverkehr zwischen Bielsko-Biała Główna und Skoczów ein. Am 12. Dezember 2009 folgte der Gesamtverkehr zwischen Goleszów und Cieszyn. Die ungenutzte elektrische Fahrleitung zwischen Goleszów und Cieszyn wurde 2014 abgeschaltet.
Seit dem Jahr 2020 finden auf der Strecke umfangreiche Erneuerungsarbeiten statt, um den planmäßigen Reiseverkehr wieder aufnehmen zu können. Ziel ist eine Anhebung der Streckengeschwindigkeit auf bis zu 120 km/h. Die Kosten in Höhe von 460 Millionen Złoty werden zu 85 Prozent über ein Förderprogramm für regionale Entwicklung durch die EU finanziert. Die Fertigstellung war bis Dezember 2021 vorgesehen.
Der Jahresfahrplan 2022 verzeichnet lediglich zwischen Cieszyn und dem tschechischen Český Těšín Personenzüge in der Relation Cieszyn–Frýdek-Místek, die in einem angenäherten Zweistundentakt verkehren. Verantwortliches Eisenbahnverkehrsunternehmen für diese Leistungen sind die České dráhy (ČD). Darüber hinaus verkehren regelmäßig Züge in der Relation Katowice–Wisła Głębce, die Verkehrshalte in Skoczów, Skoczów Bładnice und Goleszów haben.